# 桐野洋雄
桐野 洋雄（、1932年〈昭和7年〉11月24日 - ）は、日本の俳優。愛媛県松山市出身。本名同じ。

## 来歴・人物
ポンジュースの生みの親として知られる桐野忠兵衛の一族であったとされ、父親は愛媛の県会議員を務めていた。
早稲田大学文学部演劇科在学中の1952年、俳優座養成所に四期生として入所し（同期に仲代達矢、中谷一郎、佐藤慶、佐藤充ら）、劇団三期会を経て、1958年に東宝と専属契約。東宝の同期には夏木陽介がおり、契約も2人で同時に行ったという。
社長シリーズやクレージーキャッツの映画の常連であったほか、アクション映画の悪役から、特撮映画の自衛官まで、さまざまなジャンルの作品に個性派の脇役として多数出演。代表作に、『若い娘たち』の学生・橋本、『フランケンシュタインの怪獣 サンダ対ガイラ』の精悍な防衛隊員、『100発100中 黄金の眼』のハッサン兄弟（一人二役）などがあり、テレビドラマ『ウルトラマン』の第31話「来たのは誰だ」でゴトウ隊員（正体は吸血植物ケロニア）を演じている。
1970年に芸能界を引退。その後は実業家に転向し、東京都の代官山でテーラーを経営していた。
2011年から映像コンテンツ権利処理機構の不明権利者一覧に掲載されており、その消息がつかめていない。

## 出演作品

### 映画
- 日本の悲劇（1953年、松竹）
- 日蝕の夏（1956年、東宝）
- 変身人間シリーズ
  - 美女と液体人間（1958年、東宝） - 島崎[8][2][注釈 1]
  - 電送人間（1960年、東宝） - 海南貿易社員[8][2]
- 女探偵物語 女性SOS（1958年、東宝）
- 若い娘たち（1958年、東宝）
- 大怪獣バラン（1958年、東宝） - 河田豊[8][2]
- 上役・下役・ご同役（1959年、東宝）
- 戦国群盗伝 (1959年)
- 暗黒街の顔役（1959年、東宝）
- 野獣死すべし（1959年、東宝）
- 愚連隊シリーズ
  - 独立愚連隊（1959年、東宝）
  - 独立愚連隊西へ（1960年、東宝）
- 日本誕生（1959年、東宝） - 大和の兵[9]
- 宇宙大戦争（1959年、東宝） - 岡田隊員[8][2]
- ハワイ・ミッドウェイ大海空戦 太平洋の嵐（1960年、東宝） - 三根中尉[8]
- 暗黒街の弾痕（1961年、東宝）
- 用心棒（1961年、黒澤プロ・東宝）
- 若大将シリーズ（東宝）
  - 大学の若大将（1961年）
  - 南太平洋の若大将（1967年） - 松浦
- 世界大戦争（1961年、東宝） - 東京ミサイル防衛司令部将校[1][3]
- 暗黒街撃滅命令（1961年、東宝）
- 妖星ゴラス（1962年、東宝） - 真鍋副長[1][3]
- ゴジラシリーズ（東宝）
  - キングコング対ゴジラ（1962年） - 東部軍陸上二部長[8]（情報部長[5]）
  - モスラ対ゴジラ（1964年） - 自衛官[2]
  - 怪獣大戦争（1965年） - 第二調査隊隊長[8][5]
  - 怪獣総進撃（1968年） - 国際警察刑事A[出典 3]
- 暗黒街の牙（1962年、東宝）
- 太平洋の翼（1963年、東宝） - 中佐参謀[8]
- クレージー作戦シリーズ（渡辺プロ・東宝）
  - クレージー作戦 先手必勝（1963年）
  - 無責任遊侠伝（1964年）
  - 大冒険（1965年） - 隊員A[10]
  - クレージーの無責任清水港（1966年） - 桶屋の鬼吉
  - クレージーだよ奇想天外（1966年）　- 人相の悪い男
  - クレージー大作戦（1966年）
  - クレージー黄金作戦（1967年） - 山口
  - クレージーの怪盗ジバコ（1967年） - ケーリンジャー
  - クレージーのぶちゃむくれ大発見（1969年） - 赤沢
  - クレージーの大爆発（1969年）
- 海底軍艦（1963年、東宝） - 技師[8]
- 国際秘密警察シリーズ（東宝）
  - 国際秘密警察 虎の牙（1964年）
  - 国際秘密警察 火薬の樽（1964年）
- 宇宙大怪獣ドゴラ（1964年、東宝） - ダイヤ強盗団手下A[8]
- 侍（1965年、三船プロ・東宝）
- 暗黒街全滅作戦（1965年、東宝）
- 太平洋奇跡の作戦 キスカ（1965年、東宝） - イ-七号先任将校[8]
- フランケンシュタイン対地底怪獣（1965年、東宝） - 岡部警部[8]
- 社長シリーズ（東宝）
  - 続・社長行状記（1966年）
  - 続・社長千一夜（1967年）
  - 続・社長繁盛記（1968年）
  - 続・社長えんま帖（1969年）
- フランケンシュタインの怪獣 サンダ対ガイラ（1966年、東宝） - 風間二佐[8][5]
- キングコングの逆襲（1967年、東宝） - フーの手下D[1]
- 東宝8.15シリーズ（東宝）
  - 日本のいちばん長い日（1967年）
  - 連合艦隊司令長官 山本五十六（1968年） - 通信参謀[8]
- 100発100中 黄金の眼（1968年、東宝）
- クレージー映画（渡辺プロ・東宝）
  - 日本一の断絶男（1969年） - 特訓屋・杉本
  - クレージーの殴り込み清水港（1970年） - 桶屋の鬼吉

### テレビドラマ
- 狂熱のデュエット（1962年、TBS）
- 喪われた街（1964年、NET）
- 青春とはなんだ（1965年 ‐ 1966年、NTV / 東宝） - 金高組組員（第1、5、7、10、22話）
- ウルトラシリーズ（TBS / 円谷プロ）
  - ウルトラQ（1966年）
    - 第2話「五郎とゴロー」 - 毎日新報・伊藤記者
    - 第27話「206便消滅す」 - 凶悪犯・オリオンの竜[注釈 2]

  - ウルトラマン 第31話「来たのは誰だ」（1967年） - ゴトウ隊員[3] / ケロニアの声
- 太陽野郎 第18話「さらば用心棒」（1968年、NTV / 東宝）
- 東京バイパス指令 第40話「殺しの相手は二億円」（1969年、NTV / 東宝）
- 鞍馬天狗（1969年、NHK）
- 大河ドラマ（NHK）
  - 天と地と（1969年） - 黒川実氏
  - 樅ノ木は残った（1970年） - 島田市蔵